# Domenjan
Domenjan war ein Wohnplatz in der bergischen Großstadt Barmen, (heute zu  Wuppertal). 

## Lage und Beschreibung
Der Wohnplatz befand sich im Westen des heutigen Wohnquartiers Lichtenplatz im Stadtbezirk Barmen am heutigen Böhler Weg, der als Planstraße bereits Mitte des 18. Jahrhunderts angelegt wurde. Er befindet sich auf einer Höhe von 325 m ü. NHN auf dem Höhenzug Lichtscheid. Südlich liegt der höchste Punkt der Stadt (350 m über NHN), auf dem sich der Alte Lichtscheider Wasserturm befand. Ebenfalls südlich befindet sich ein Standort der Hauptverwaltung des Versicherungsunternehmens Barmer GEK.
Der Name Domenjan ist als eigenständige Bezeichnung für diese Ortslage mehrheitlich nicht mehr im Bewusstsein der Bevölkerung vorhanden. Große Teile des ursprünglichen Wohnplatzes ist heute mit Wohnbebauung entlang dem Böhler Wegs bebaut oder ist Teil des Geländes des CVJM-Bildungszentrums Bundeshöhe. 

## Etymologie und Geschichte
Der Namensbestandteil Domen ist eine Form von Domäne, weist also auf ein herzogliches Besitztum hin. Der sich westlich anschließende Böhler Wald war in der frühen Neuzeit ein herzoglicher Kameralwald, der im Gegensatz zu dem bäuerlichen Barmer Wald, ein Markwald, alleine durch die Hofkammer bewirtschaftet wurde. Der Ort gehörte bis zum 19. Jahrhundert zur Hoechster Rotte Barmens.
Domenjan lag an einer Verbindungsstraße von dem Furter Hof entlang des Bendahler Bachs über Schuwanstraße, In der Böhle, Dausendbusch nach Gockelsheide, dem heutigen Böhler Weg. Diese Straße wurde 1754 durch den Ingenieur und Hauptmann Mansfeld entworfen, der von 1750 bis 1752 auch für den Bau der Chaussee zwischen Elberfeld und Barmen, der heutigen Friedrich-Engels-Allee verantwortlich war, und 1848 als Elberfelder Communalweg ausgebaut.
Für 1815/16 werden für Domenjan zehn Einwohner angegeben.  Auf der Topographischen Aufnahme der Rheinlande von 1824 und auf der Preußischen Uraufnahme von 1843 ist der Ort unbeschriftet verzeichnet. 1832 war Domenjan Teil der Sektion b des ländlichen Außenbezirks der Bürgermeisterei Barmen. Der laut der Statistik und Topographie des Regierungsbezirks Düsseldorf als Ackerhof und Handwerkerwohnung kategorisierte Ort besaß zu dieser Zeit vier Wohnhäuser und drei landwirtschaftliche Gebäude. Zu dieser Zeit lebten 75 Einwohner im Ort, davon 16 katholischen und 59 evangelischen Glaubens.
Domenjan lag nahe dem Barmer Kohlenweg (Trasse Müngstener Straße, Böhler Weg, Obere Böhle) von der Heckinghauser Zollbrücke über die Höhen zu dem Hammerwerken im Cronenberger Raum, über den vom 16. bis zum 19. Jahrhundert Kohlen von der märkischen Bergwerken südlich der Ruhr (Raum Sprockhövel,   Wetter (Ruhr), Witten und Hattingen) importiert wurden.